# Croy, Highland
Croy är en ort i Storbritannien.   Den ligger i kommunen Highland och riksdelen Skottland, i den norra delen av landet, 700 km norr om huvudstaden London. Croy ligger 98 meter över havet och antalet invånare är 641.
Terrängen runt Croy är platt åt nordväst, men åt sydost är den kuperad. Havet är nära Croy åt nordväst. Runt Croy är det glesbefolkat, med 11 invånare per kvadratkilometer. Närmaste större samhälle är Inverness, 12,1 km väster om Croy. I omgivningarna runt Croy växer i huvudsak blandskog.